# 帝舵表
46°11′34″N 6°08′01″E / 46.19284°N 6.13349°E
帝舵表（英语：Tudor，旧译：刁陀），是劳力士集团旗下的一個中高档腕錶品牌，初衷是打造劳力士的普及版本。名称来源于英国历史上的都铎王朝。
早期的帝舵錶表身绘有劳力士的皇冠標誌，共用劳力士的零件，但随后逐渐演变成独立运营的品牌。

## 歷史
劳力士（Rolex）推出普及版"帝舵表"，是三十年代的事。当时，劳力士正执行一个以英国为中心的全欧洲手表产品推广计划，但由于售价高，劳力士表示很难进入寻常百姓家，劳力士表在推销上的弱点终于暴露出来了。有鉴于此，为了拓展市场，劳力士的创始人漢斯。维尔斯多夫心生一计：让劳力士衍生出一个普及版。要求是，新款普及版的品质和劳力士同级，但售价低至一般人士都买的起，目标是增加销量。Tudor曾经被译作刁陀，后在1989年被官方正名为帝舵表直到現今，其原可能是由於刁陀听起来似乎不雅。
二十世纪初，英国已经发展为世界经济中心。1905年，维尔斯多夫从瑞士远渡重洋到了伦敦，创办了一间表厂。当时尚未用"劳力士"一名，后盖内只刻有"W&D"的字样。W代表维尔斯多夫，D代表和他合伙一位英国人丹尼森。维尔斯多夫对拓展英国市场充满信心。新牌子面世后，他把自己的手表事业联系在英国皇室上。Tudor本身是英国都铎王朝之名（1485－1603年，历五代君主）。1455－1485年，英国封建贵族中的兰开斯特家族与约克家族为争夺王位混战；前者的族徽为红玫瑰，后者的族徽为白玫瑰，故亦称为蔷薇战争。因此，帝陀表的标志也采用了象征玫瑰战争的徽号，但经过修改使它有点像盾牌，印在手表的表面上。

帝舵蔷薇

这一标志原本是蔷薇，后来将蔷薇画在盾牌中，不久，维尔斯多夫逝世，该标志就演变成现在的样子，而其徽號亦在1967至69年間沿用迄今，而鐘錶中文名稱亦改成帝舵這個優雅無比的名字，已几乎看不出有蔷薇了。其实Tudor家族的族徽就是盾牌，比象征皇室的皇冠低一级，而劳力士表的标志是皇冠。

## 表款
- Heritage Black Bay
- Heritage Black Bay Chrono
- Heritage Black Bay Steel
- Heritage Black Bay S&G
- Heritage Black Bay Dark
- Heritage Black Bay Bronze
- Heritage Black Bay 41
- Black Bay GMT
- Black Bay Pro
- Heritage Black Bay 36
- Heritage Ranger
- Heritage Chrono
- Heritage Advisor
- North Flag
- Pelagos
- Fastrider Chrono
- Fastrider Black Shield
- Grantour
- Ranger
- Style
- Glamour
- Clair de Rose
- Tudor Classic

## 著名使用者與客戶
- Lady Gaga
- 大衛·碧咸
- 周杰倫
- 成毅

## 外部連結
- 帝舵表官方網站 （页面存档备份，存于）
- TUDOR Watch的Instagram帳戶 （页面存档备份，存于）
- TUDOR Watch的Facebook專頁 （页面存档备份，存于）
- TUDOR Watch的YouTube頻道 （页面存档备份，存于）